# La Force, Dordogne
La Force är en kommun i departementet Dordogne i regionen Nouvelle-Aquitaine i sydvästra Frankrike. Kommunen ligger i kantonen La Force som tillhör arrondissementet Bergerac. År 2022 hade La Force 2 687 invånare.

## Befolkningsutveckling
Antalet invånare i kommunen La Force
Referens:INSEE